# Ute Zimmer
| Liste entdeckter Asteroiden, die bereits benannt wurden | Liste entdeckter Asteroiden, die bereits benannt wurden | Liste entdeckter Asteroiden, die bereits benannt wurden |
| Name                                                    | Entdeckt am                                             | Entdeckt mit                                            |
| ------------------------------------------------------- | ------------------------------------------------------- | ------------------------------------------------------- |
| (207763) Oberursel                                      | 06. Oktober 2007                                        | Rainer Kling                                            |
| (225250) Georgfranziska                                 | 30. August 2009                                         | Stefan Karge                                            |
| (266711) Tuttlingen                                     | 30. August 2009                                         | Rainer Kling                                            |
| (343000) Ijontichy                                      | 29. Januar 2009                                         | Erwin Schwab                                            |

Ute Zimmer (* 1964) ist eine deutsche Amateurastronomin. 
Sie entdeckte zwischen 2007 und 2009 in Zusammenarbeit mit Erwin Schwab, Rainer Kling oder Stefan Karge 20 Asteroiden. Zur Entdeckung wurde die Hans-Ludwig-Neumann-Sternwarte (IAU-Code B01) auf dem Kleinen Feldberg im Taunus genutzt.
Sie ist Mitglied im Physikalischen Verein – Gesellschaft für Bildung und Wissenschaft, der im Jahr 1824 gegründet wurde. Am 13. Juni 2022 wurde ein Asteroid nach ihr benannt: (279037) Utezimmer.

## Auszeichnungen
- Samuel-Thomas-von-Soemmerring-Preis 2009 
 für: „Astrometrie von Objekten unseres Planetensystems und die Entdeckung von Asteroiden an der Hans-Ludwig-Neumann-Sternwarte des Physikalischen Vereins am Standort Taunus-Observatorium“ zusammen mit S. Karge, R. Kling und E. Schwab[2]